# Mauno Maunola
 Mauno "Maukka" Kalervo Maunola, född 20 oktober 1911 i Helsingfors, död 15 april 1970 i Helsingfors, var en finländsk musiker, sångtextförfattare och musikkritiker.

## Biografi
Maunola började spela violin som sexåring, men spelade även trummor. Snart blev han trogen kontrabasist  och lämnade därvid den "lilla fiolen". Under vinter- och fortsättningskriget tjänstgjorde Maunola vid fronten, men tillhörde inte underhållstrupperna. Under resten av 1940- och 1950-talen var Maunola verksam inom dansbandsmusiken och medverkade i ett otal skivinspelningar, inte sällan tillsammans med gitarristen Ingmar Englund. Maunola textförfattade 30 sånger och till de mest kända hör On sambaa tanssi tää, som framfördes av Henry Theel, och Unohtumaton Elmeri, som framfördes av Ragni Malmstén.